# Pyla
Pyla (en griego: Πύλα; en turco: PIle) es una población ubicada a pocos kilómetros de Larnaka. Es la única aldea mixta en Chipre donde los grecochipriotas y los turcochipriotas siguen viviendo juntos.

## Toponimia
El nombre significa "Puerta", y en realidad es un paso desde el mar hasta la llanura Mesaoria. Debido a este papel y sus ricas minas de la aldea ha sido habitada desde tiempos prehistóricos. 

## Historia
El área de la aldea parece haber sido habitada desde que tiempos antiguos y más durante la Edad del Bronce (entre 2400 a. C. y 1700 a. C.). Durante la era de bronce que era extremadamente importante como las cercanas minas de la zona estaban produciendo cobre, plata y oro. El sitio arqueológico Kokkinokremos es un asentamiento fortificado del siglo XIII a. C. utilizado por los griegos micénicos para la protección de la zona. Un templo de Apolo y muchas tumbas de la época clásica y helenística también fueron descubiertos. 
Los nombres de muchos señores feudales de la época medieval de la aldea también sobreviven, como también el reloj de Venecia en torre de la aldea. Las hermosas playas de la localidad son hoy parte de la zona turística de la bahía de Lárnaca.